# Wercklea flavovirens
Wercklea flavovirens är en malvaväxtart som beskrevs av G.R. Proctor. Wercklea flavovirens ingår i släktet Wercklea och familjen malvaväxter. Inga underarter finns listade i Catalogue of Life.